# Каєтанув (Пулавський повіт)
Каєтанув (пол. Kajetanów) — село в Польщі, у гміні Пулави Пулавського повіту Люблінського воєводства.
Населення — 220 осіб (2011).
У 1975-1998 роках село належало до Люблінського воєводства.

## Демографія
Демографічна структура станом на 31 березня 2011 року:
|          | Загалом | Допрацездатний вік | Працездатний вік | Постпрацездатний вік |
| -------- | ------- | ------------------ | ---------------- | -------------------- |
| Чоловіки | 119     | 20                 | 83               | 16                   |
| Жінки    | 101     | 23                 | 54               | 24                   |
| Разом    | 220     | 43                 | 137              | 40                   |